# Upplands runinskrifter 933
Upplands runinskrifter 933 (med signum U 933) är en runsten som påträffades i den yttre grundmuren till Uppsala domkyrka år 1866. Ristningens ornamentik och runformer tyder på atat det är runmästaren Öpir som ristat stenen. Öpir är upphovsman till 5 av de 18 kända runstenarna i kyrkan.

## Inskriften
Inskriften börjar nere till vänster och läses uppåt. Den börjar uppe till höger igen. Den översta biten av stenen saknas, och runorna längst ner till höger är skadade på slutet.

### Inskriften i runor
ᛒᚭᚱᚼᛅᛚᛁᛏ᛫ᚱᛅᛁᛋᛅ᛫ᛋᛏᛅᛁᚾ᛫ᛁᚠᛏᛁᛦ᛫ᛋᛏᚤᚾᛒᛁᛅᚱ
_ᚨᚱᚴᛁᛚ ᛚᛁᛏ᛫ᛁᚠᛏᛁᛦ᛫ᛒᚱᚨᚦᚢᚱ᛫ᛋᛁᚾ__

### Inskriften i translitterering
borhalit * raisa * stain * iftiR * stynbiar
_orkil lit * iftiR * broþur * sin__

### Inskriften i översättning
"Borga lät resa stenen efter Stynbjörn
Torkel lät (resa den) efter sin broder."